# Пітон південноафриканський
Пітон південноафриканський (Python natalensis) — неотруйна змія з роду пітон родини пітони.

## Опис
Загальна довжина коливається від 2,8 до 5,8 м. Вага до 61 кг. Спостерігається статевий диморфізм — самиці більші за самців. Голова має трикутна форму, сплощену. Обидва передніх лобних щитка довше наступної за ними середньої пари лобових щитків, ці у свою чергу майже дорівнюють задній парі щитків. Решта щитків на голові, за винятком непарного тім'яного щитка, невеликі та неправильної форми. Передній щиток морди з 2 заглибленнями, передні верхньогубні щитки з кожної сторони мають по одному поглибленню. Всі три пари лобових щитків майже однакової ширини. Тулуб кремезний, стрункий, який вкрито 65—70 рядками луски.
Забарвлення різне: жовто—буре, сіре, оливкове, помаранчеве, світло—коричневе. Черево червонувато—білого кольору. Більшу частину верху голови займає чорно—бура пляма, звернена вістрям уперед. По всій спині тягнеться рядок переплетених у вигляді ланцюга плям чорно—бурого кольору, довгасто—чотирикутних, більш—менш прямокутних або косих, з боків вони часто зливаються. Ці плями тягнуться до кінця хвоста.

## Спосіб життя
Полюбляє відкриті савани, місцини біля берегів водойм, луки, рідколісся, скелясті пагорби, напівпустелі. Зустрічається на висоті до 2000 м над рівнем моря. Практично усе життя проводить на землі, іноді заповзаючи на дерева або чагарники. Чудово плаває. Активний вночі. Вдень ховається у норах трубкозубів, їжатців або бородавчастих свиней.
Харчується африканськими даманами, кроликями, зайцями, очеретяними щурами, молодини свинями, кішками, шакалами, мавпами-верветками, птахами, дрібними антилопами, їжатцями, рибою, варанами, невеликими крокодилами, качками, падлом. Молоді пітони живляться дрібними птахами, мишами, ящірками, жабами.
Це яйцекладна змія. Самиця відкладає від 17 до 74 яєць.

## Розповсюдження
Мешкають у Ботсвані, Анголі, Демократичній республіці Конго, Замбії, Бурунді, Танзанії, Кенії, Намібії, ПАР, Мозамбіку, Зімбабве.